# MV Britannic (1967)
El MV Britannic fue un barco de carga británico construido en 1967 en Glasgow, en Escocia, para la empresa Shaw Savill & Albion Line (subsidiaria de la famosa naviera White Star Line entre 1928 y 1934).  El barco, junto a su gemelo, el MV Majestic, fueron diseñados para transportar carga refrigerada entre Gran Bretaña, Australia y Nueva Zelanda. 
En 1974, el Britannic fue transferido a la New Zealand Line (formada por la Shaw Savill & Albion y la New Zealand Shipping Co.), que lo rebautizó como MV NZ Waitangi. 
En 1980, finalmente, fue transferido a Grecia, siendo renombrado como MV Serifos y operado por la Reefer & General Ship-Management Company.
En 1996, tras casi treinta años de carrera, dieciséis de los cuales operó bajo bandera griega, el Serifos fue retirado del servicio y vendido para su desguace el 19 de mayo de ese año.